# Север (журнал)
«Север» — российский ежемесячный литературно-художественный и общественно-политический журнал. Издаётся с 1940 года в Петрозаводске. В советский период — один из органов печати Союза писателей РСФСР.

## История
Основан в 1940 году как литературно-художественный журнал «На рубеже» Карело-Финской ССР. Во время Советско-финской войны (1941—1944) издание было прекращено. Печать произведений возобновлена в 1944 году.
В начале 1950-х годов главным редактором журнала работал Алексей Иванович Титов.
С 1954 по 1990 год журнал возглавлял народный писатель Республики Карелия Дмитрий Яковлевич Гусаров.
В январе 1965 года журнал получил статус регионального печатного издания и название «Север». С 1965 года в журнале печатаются произведения писателей и поэтов Архангельской, Вологодской, Мурманской и Новгородской областей, Карельской и Коми АССР.
С 1990 по 2001 год главный редактор журнала — заслуженный работник культуры РСФСР Альберт Назарович Тихонов.
С 1991 года учредителями издания являются Правительство Республики Карелия и Союз писателей России.
С 2001 по 2005 год журнал «Север» возглавлял заслуженный работник культуры Карельской АССР Станислав Александрович Панкратов. Журнал переоформляется, меняется дизайн, появляются красочные иллюстрации. За высокое качество иллюстрирования главный редактор С. А. Панкратов и художник Виталий Наконечный получили в 2002 году Государственную Премию Республики Карелия в области культуры, искусства и литературы.
В период с 2005 по 2007 год журнал возглавляла Яна Леонардовна Жемойтель (лит. псевд. Яна Жемойтелите).
В октябре 2007 года главным редактором «Севера» назначена Елена Евгеньевна Пиетиляйнен. В журнале были созданы новые рубрики — «Антология литературы Карелии», «Милая малая родина», «Неизвестное об известном», «Личный архив», «Интервью на заданную тему».
С 2009 года журнал «Север» проводит ежегодный конкурс «Северная звезда», целью которого является поиск талантливых произведений молодых авторов от 15 до 37 лет для публикации на страницах журнала и выдвижения на участие в творческих семинарах Литературного института им. Горького (Москва) и в ежегодном форуме молодых писателей в Липках.
В 2012 году журнал «Север» учредил литературную премию. Премия на конкурсной основе ежегодно присуждается авторам в трёх номинациях — проза, поэзия и публицистика — за произведения литературы и публицистики, имеющие большое культурно-нравственное значение, литературные достоинства и разделяющие общечеловеческие моральные ценности. В конкурсе на присуждение премии участвуют все произведения, опубликованные на страницах журнала в течение года, за который присуждается премия.
В 2013 году всероссийский легендарный ежегодный альманах «День поэзии» был издан на базе журнала «Север» и вышел в начале 2014 года — к Всемирному дню поэзии. «День поэзии» 2013 года собрал под своей обложкой более ста авторов со всей России, ближнего и дальнего зарубежья. Среди них немало известных имён — Евгений Евтушенко, Кирилл Ковальджи, Андрей Дементьев, Глеб Горбовский, Лариса Васильева, Евгений Рейн, Егор Исаев, Владимир Костров, Станислав Куняев и многие другие. Елена Пиетиляйнен, главный редактор журнала «Север», награждена медалью имени М. Ю. Лермонтова, учреждённой Министерством культуры Российской Федерации, за поэтический вклад в культуру России, а также творческий вклад в издание ежегодного Всероссийского альманаха «День поэзии».
В 2011, 2012, 2013, 2015 годах журнал «Север» был отмечен знаком отличия «Золотой фонд прессы», который учреждён для награждения качественных и общественно значимых печатных периодических средств массовой информации, пропагандирующих высокие нравственные принципы, всемерно содействующих духовному и интеллектуальному развитию личности.
В апреле 2012 года на Деловом форуме российских СМИ журнал «Север» был объявлен победителем Всероссийского конкурса «Золотой лотос-2011» за сохранение духовности России, её культуры, незыблемых нравственных принципов, а также получил диплом конкурса «Стратегия успеха-2011» за успешную организацию подписных кампаний.
В 2012 году журнал «Север» был удостоен первой премии и медали им. Александра Невского в номинации «литературный журнал» за 2011 год.